# Sprachfamilie

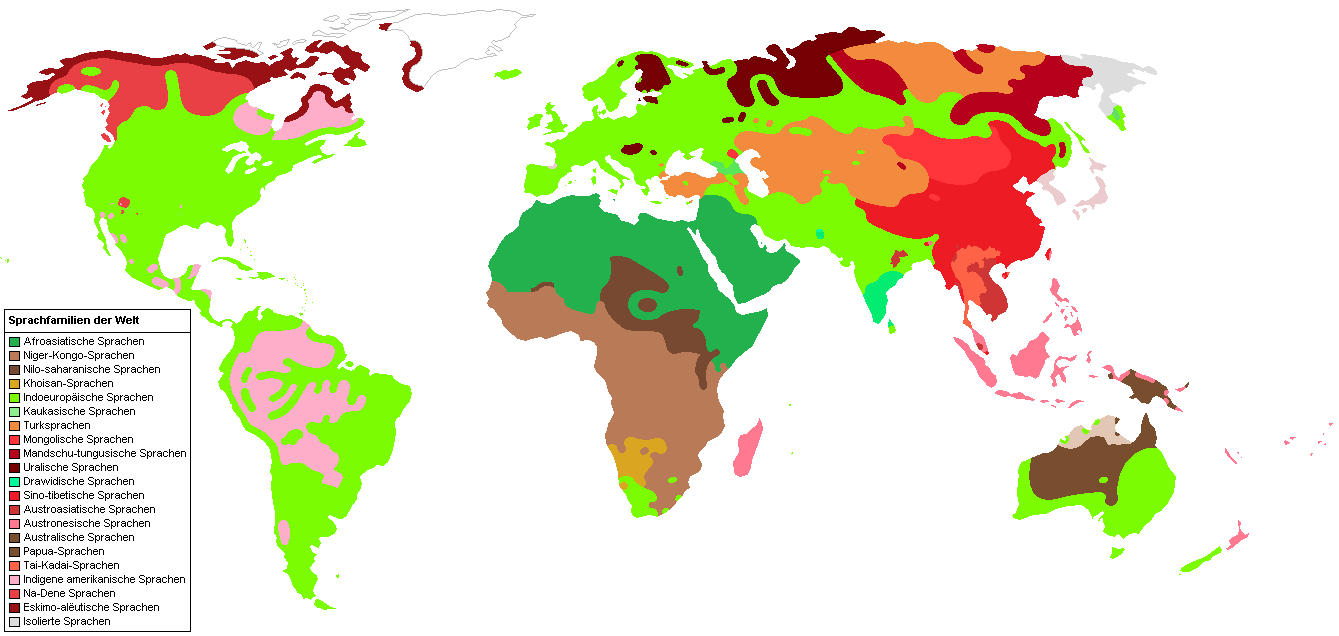
Sprachfamilien der Welt

Der Begriff Sprachfamilie bezeichnet eine Gesamtheit verschiedener Sprachen, die aufgrund ihrer gemeinsamen Herkunft zusammengefasst werden. Das bedeutet, dass eine Sprachfamilie eine genetische Einheit bildet, insofern sie von einer gemeinsamen Vorgängersprache (Ursprache/Protosprache/Grundsprache, Gemeinsprache) abstammt. Die erste solche genetische Einheit, die in der Geschichte der abendländischen Sprachwissenschaft erkannt wurde, sind die romanischen Sprachen, die sich allesamt aus dem Lateinischen herleiten. Das Lateinische ist jedoch seinerseits wieder Teil einer größeren Familie, nämlich derjenigen der indogermanischen Sprachen. Bei diesen großen Sprachfamilien im eigentlichen Sinn ist wegen der großen Ausdehnung der zeitlichen Entwicklung eine Ursprache in der Regel nicht dokumentiert, jedoch lassen sich Eigenschaften der Ursprache durch den systematischen Vergleich der Einzelsprachen bis zu einem gewissen Grad rekonstruieren. Dies ist insbesondere im Fall der indogermanischen Sprachen weitgehend gelungen. 
Mit den genetischen Verwandtschaftsbeziehungen zwischen den Sprachen befasst sich die historisch-vergleichende Sprachwissenschaft. Die Klassifizierung von Sprachen nicht hinsichtlich ihrer Verwandtschaft, sondern hinsichtlich der Ähnlichkeiten in ihrem Sprachbau als solchem ist hingegen Gegenstand der Sprachtypologie. Sprachfamilien sind also von Sprachtypen zu unterscheiden.

## Festlegung von genetischen Einheiten und Sprachfamilien
Die Begriffe genetische Einheit und Sprachfamilie werden von manchen Forschern synonym verwendet. Andere verstehen Sprachfamilien als „maximale genetische Einheiten“. Das bereits erwähnte Indogermanische bildet eine Sprachfamilie und mithin eine genetische Einheit von Sprachen, die auf eine gemeinsame Vorgängersprache, das Protoindogermanische, zurückgeführt werden können. Die romanischen Sprachen bilden innerhalb des Indogermanischen eine genetische Einheit, da sie alle vom Lateinischen abstammen. Streng genommen bilden die romanischen Sprachen keine Sprachfamilie, da sie zu einer umfassenderen Einheit, der indogermanischen Sprachfamilie gehören. Dennoch wird gemeinhin von der Familie der romanischen Sprachen gesprochen. 
Manche Forscher betrachten eine genetische Einheit oder Sprachfamilie nur dann als etabliert oder „bewiesen“, wenn zwischen ihren Mitgliedern regelmäßige Lautentsprechungen nachzuweisen sind (z. B. die bekannten Lautverschiebungen vom Indogermanischen zu den germanischen Sprachen). Andere Forscher (z. B. Joseph Greenberg) konstruieren Sprachfamilien vor allem durch umfassende lexikalische und morphologische Vergleiche, zu denen möglichst viele Sprachen eines Gebiets oder sogar Kontinents herangezogen werden (siehe Lexikalischer Massenvergleich).
Es wurden und werden immer wieder Versuche unternommen, die einzelnen etablierten Sprachfamilien ihrerseits zu größeren Einheiten, den sogenannten Makrofamilien, zusammenzufassen (z. B. Nostratisch, Eurasiatisch, Dene-Kaukasisch). Diese Versuche waren aber bisher in keinem Fall so überzeugend, dass sie von einer Mehrheit der Forscher anerkannt worden wären.

## Interne Gliederung
Die wissenschaftliche Untersuchung genetischer Spracheinheiten steht vor zwei grundsätzlich verschiedenen Fragen, die manchmal nicht klar genug voneinander unterschieden werden:
1. Welche Sprachen gehören zur Sprachfamilie XY?
2. Welche genetischen Beziehungen bestehen zwischen den Sprachen der Familie XY, d. h.: wie stellt sich der genetische Stammbaum der Familie dar?

In vielen Fällen ist die erste Frage relativ zweifelsfrei zu klären, während die zweite auch bei bekannten Familien kaum je endgültig beantwortet ist. So ist heutzutage relativ klar, „welche“ Sprachen zur sinotibetischen Sprachfamilie gehören, die interne Gliederung dieser großen genetischen Einheit hingegen ist noch immer umstritten. Auch die am besten untersuchte Sprachfamilie – das Indogermanische – wirft in dieser Hinsicht nach wie vor Fragen auf und auch die zu deren Beantwortung herangezogenen mathematisch-statistischen Methoden (z. B. die Glottochronologie) sind kontrovers.

## Typologische und geographische Klassifikation
Die genetische Klassifikation (also die Einteilung der Sprachen nach ihrer Abstammung) ist strikt von der typologischen Klassifikation nach strukturellen Merkmalen (z. B. Flexion, Agglutination, Ergativität, Vokalharmonie, Tonsprache u. a.) zu unterscheiden. Diese kann, muss aber nicht auf eine gemeinsame Proto-Sprache hindeuten. Eine geographische Einteilung von Sprachen kann zur Feststellung von Sprachbünden führen, bei denen die Ähnlichkeiten der beteiligten Sprachen durch langfristigen kulturellen Kontakt ihrer Sprecher unabhängig von der genetischen Abstammung ihrer Sprachen bedingt sind. Auch außerhalb von solchen engeren Sprachbünden, die aus insgesamt einander ähnlichen Sprachen bestehen, breiten sich deren Merkmale auf mehrere nichtverwandte Sprachen aus; man spricht dann von „arealen“ Effekten.